# アレゲニー川

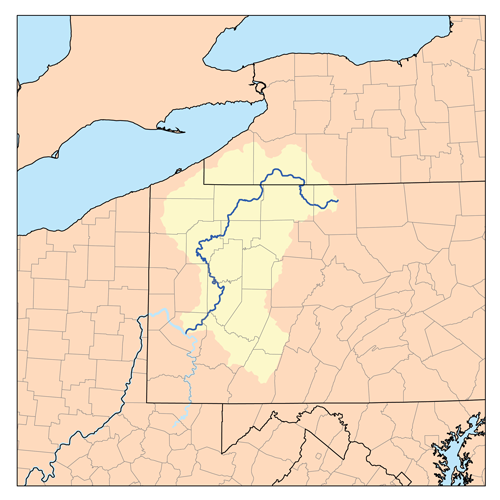
流域

アレゲニー川（アレゲニーがわ、英語: Allegheny River [ˌæləˈɡeɪni]）は米国ペンシルベニア州のアレゲニー山地に源を発して、一時ニューヨーク州に入り、またペンシルベニア州に戻り、ピッツバーグでモノンガヒラ川と合流してオハイオ川となる全長523kmの川である。
ピッツバーグ近くでは便利な舟運を利用して、鉄工所などの工場が多い。
アレゲニーという名称はこの地方の原住民・レナペ族のある部族の名前（Allegewi）、またはその言葉で「もっとも美しい流れ」という意味など諸説がある。